# 죽음의 손을 잡고
"죽음의 손을 잡고"(영어: Death's Hand in Mine)는 마블 코믹스의 애거사 하크니스를 주인공으로 한 미국 텔레비전 미니시리즈 《전부 애거사 짓이야》의 일곱 번째 에피소드이다. 이 작품은 미니시리즈 《완다비전》(2021년)의 사건 이후 정체성을 상실한 하크니스와 그의 집회가 힘을 찾아 마녀의 길을 따라 여정을 이어가는 이야기를 다룬다. 이 에피소드는 마블 시네마틱 유니버스(MCU)에 속해 있어 해당 프랜차이즈의 영화들과 연속성을 공유한다. 《전부 애거사 짓이야》의 쇼러너인 잭 셰이퍼가 연출을 맡았으며, 지아 킹과 캐머런 스콰이어스가 각본을 집필했다.
이 에피소드는 집회의 예언자인 릴리아 칼데루(패티 루폰)의 시험을 중심으로 전개된다. 칼데루는 자신의 능력으로 인해 시간의 순서를 벗어나 살아가며, 현재와 과거를 경험하는 동시에 미래를 엿볼 수 있다. 시험 중 타로 카드를 읽으며 집회가 세일럼 세븐의 손아귀에서 벗어나는 것을 돕는다. 루폰 외에도 《완다비전》 미니시리즈의 애거사 역을 맡았던 캐스린 한이 출연하며, 조 로크, 사셰르 자마타, 알리 안, 데브라 조 럽, 오브리 플라자가 주연을 맡았다. 촬영은 애틀랜타 대도시권과 로스앤젤레스에서 진행되었다.
"죽음의 손을 잡고"는 2024년 10월 23일 스트리밍 서비스 디즈니+를 통해 공개되었다. 평론가들은 루폰의 연기와 각본, 시리즈의 서사 전개를 높이 평가했으며, 일부는 시리즈 최고의 에피소드라고 칭했다. 디즈니는 이 에피소드가 공개된 지 단 하루 만에 전 세계적으로 420만 조회 수를 기록했다고 발표했다.

## 줄거리
릴리아 칼데루가 검은 허공을 통해 추락하고 있다.
애거사 하크니스와 빌리 막시모프는 마녀의 길을 따라 계속해서 나아간다. 빌리는 애거사의 마음을 읽을 수 없는 상태에서 완다 막시모프의 죽음에 대해 질문하며, 애거사가 주장하는 것처럼 정말로 이 길을 걸어본 적이 있는지 의심하기 시작한다.
성에 도착해 들어서자 둘은 각각 서쪽 나라의 사악한 마녀와 말레피센트의 모습으로 차려입게 되며, 다음 시험인 타로 카드 읽기 탁자와 마주한다. 빌리가 애거사를 위해 카드를 읽으려 하지만, 잘못된 카드를 뽑을 때마다 천장에서 검이 떨어진다. 애거사는 카드 덱을 빼앗아 무작위로 카드를 뽑아 탁자에 놓으며 검이 떨어지도록 내버려둔다. 천장의 검이 결국 바닥날 것이라 확신했기 때문이다. 하지만 뜻밖에도 천장이 오히려 내려오기 시작한다.
릴리아와 제니퍼 케일은 마녀의 길 아래 있는 터널을 통과하고 있다. 제니퍼는 릴리아가 제안했다고 주장하는 길 방향을 따라가고 있다. 릴리아는 그런 기억이 없음에도 제니퍼는 자신이 방금 전 릴리아에게서 들었다는 모든 것을 확신에 찬 채 되풀이한다. 대화를 나누는 동안 릴리아의 정신은 여러 시점을 오가며, 그중 하나는 스승과 함께했던 어린 시절 첫 예언 수업이다. 릴리아가 시간의 순서를 벗어나 삶을 경험하고 있었다는 것이 밝혀지는데, 이는 그의 기억 공백과 예지 능력을 설명해준다. 어린 시절, 릴리아는 미리 예견했음에도 불구하고 열병으로 첫 번째 마녀 집회를 잃었고, 그 후로 자신의 능력에 대한 확신을 잃고 은둔 생활을 해왔다. 현재로 돌아와 릴리아는 제니퍼에게 자신이 시간을 비선형적으로 인식하고 있으며, 아마도 끝이 가까워져 그 증상이 더욱 강해지고 있다고 설명한다.
릴리아와 제니퍼는 각각 글린다와 늙은 사악한 여왕의 모습을 한 채 빌리, 애거사가 있는 성으로 순간이동한다. 그는 빌리가 자신의 정체성을 발견할 시간을 주기 위해 자신이 그에게 표식을 새겼다고 고백한다. 빌리가 자신이 윌리엄 캐플란인지 빌리 막시모프인지 알고 싶어 하자 릴리아가 타로 읽기를 시작하는 동안에도 주변으로 검이 계속해서 떨어진다. 예언 수업으로 돌아간 순간, 스승은 릴리아에게 자신의 능력의 목적을 믿고 받아들이라고 격려하며, 남은 시간으로 무엇을 하고 싶은지 묻는다.
터널에서의 여정이 시작되는 시점으로 돌아간 릴리아는 제니퍼에게 나중에 자신에게서 들었다고 주장할 모든 정보를 알려준다. 둘은 세일럼 세븐을 피해 터널을 계속 통과하기로 결심하고, 릴리아는 제니퍼에게 자신의 곁에 남아달라고 부탁한다. 순간적인 깨달음으로 릴리아는 시험의 본질을 이해하고 성으로 돌아가 자신을 위해 카드를 읽어야 한다는 것을 깨닫는다. 읽기를 하는 동안 또 다른 시간 이동을 통해 리오 비달이 죽음의 화신이며, 자신의 시간이 다가오고 있다고 예고했다는 것이 밝혀진다.
릴리아는 집회의 구성원들과 그들의 여정과 연관된 카드들을 올바른 순서로 배치한다. 읽기가 완료되자 릴리아는 시험을 통과하고, 출구로 아이언 메이든이 열린다. 모두에게 그곳으로 도망가라고 재촉하며, 릴리아는 애거사에게 경고를 전하고, 터널에서 발견했던 빌리의 마법서를 돌려주며, 제니퍼에게 앞서 가라고 독려한다. 제니퍼의 간청에도 불구하고 그는 아이언 메이든을 닫고 뒤에 남는다. 세일럼 세븐이 다가오자 릴리아는 자신의 읽기에서 나온 탑 카드를 뒤집어 방을 뒤집고, 세븐을 천장의 검들에 꿰뚫리게 한다. 처음에 읽기 탁자를 붙잡고 있던 릴리아는 결국 손을 놓아버리고 추락한다.
마지막 장면에서 어린 릴리아는 기쁜 마음으로 첫 예언 수업을 위해 스승과 함께한다.

## 제작

### 개발
2021년 5월, 《완다비전》의 수석 작가 잭 셰이퍼는 디즈니+ 라인업을 위한 새로운 프로젝트를 제작하기 위해 마블 스튜디오와 20세기 텔레비전과 3년 계약을 체결했다. 다양한 캐릭터에 초점을 맞춘 여러 프로젝트를 제안하는 과정에서 셰이퍼는 마블 코믹스의 강력한 마녀인 《완다비전》의 캐릭터 애거사 하크니스를 지속적으로 포함시킬 것을 제안했다. 이는 결국 셰이퍼와 마블 스튜디오 대표 케빈 파이기가 이 캐릭터를 중심으로 한 시리즈를 추진하게 되는 계기가 되었다. 2021년 10월경 캐스린 한이 연기하는 애거사를 중심으로 한 《완다비전》의 "다크 코미디" 스핀오프가 마블 스튜디오에 의해 디즈니+를 위해 초기 개발 단계에 들어갔으며, 셰이퍼가 수석 작가이자 총괄 프로듀서로 복귀했다.
2021년 11월 디즈니+ 데이 행사에서 이 시리즈가 공식 발표되었고, 1년 후 셰이퍼가 시리즈의 에피소드들을 연출할 것이라고 밝혀졌다. 2023년 10월경 마블 스튜디오는 수석 작가 대신 전통적인 쇼러너를 고용하는 방식으로 텔레비전 시리즈 제작 방식을 변경했다. 2024년 7월까지 셰이퍼는 이 시리즈의 쇼러너로 크레딧되었다. 마블 스튜디오의 파이기, 루이스 데스포지토, 윈더바움, 메리 리바노스가 총괄 프로듀서를 맡았다. 마블 스튜디오의 마블 텔레비전 레이블 하에 공개된 《전부 애거사 짓이야》는 후에 《완다비전》과 《비전 퀘스트》(2026년)를 포함하는 3부작 중 두 번째 작품이라고 발표되었다.

### 극본
셰이퍼에 따르면, 《메멘토》(2000년), 《로스트》(2004년~2010년), 《컨택트》(2016년), 《에브리씽 에브리웨어 올 앳 원스》(2022년) 등 다양한 영화와 텔레비전 시리즈에서 영감을 받아 비선형적으로 이야기를 전개하는 《전부 애거사 짓이야》의 에피소드를 만드는 것은 초기 구상이었다. 주제의 특성상 에피소드 작성이 어려울 것임을 인식한 그는 《완다비전》의 각본가 캐머런 스콰이어스와 보조 작가 지아 킹을 포함한 두 명의 작가를 선택했으며, 이들을 "최고의 팀"이라고 칭찬했다. 에피소드의 중심 인물인 릴리아 칼데루는 자신의 일생 중 서로 다른 시점을 오갈 수 있는 점술가로 구상되었으며, 스콰이어스와 킹은 "죽음의 손을 잡고"의 개요를 작성하는 것 외에도 이전 에피소드에 복선을 뿌리는 임무를 맡았다. 셰이퍼는 이러한 갑작스러운 듯한 맥락 없는 대사들을 "릴리아의 발언"(Lilia's bops)이라고 불렀다. 두 작가는 선형적 시간선을 따라 각자 부분을 따로 작성했고, 이후 작가실에서 이를 결합하고 확장했다.

### 캐스팅
이 에피소드에는 애거사 하크니스 역의 캐스린 한, 빌리 막시모프 역의 조 로크, 릴리아 칼데루 역의 패티 루폰, 제니퍼 케일 역의 사셰르 자마타, 리오 비달 역의 오브리 플라자, 앨리스 우-걸리버 역의 알리 안이 출연한다. 모든 주연 배우 중 루폰이 2022년 12월에 마지막으로 캐스팅되었다. 미리엄 마걸리스는 조지아주에서의 촬영을 원하지 않아 이 역할을 거절한 바 있다. 클로이 캠프가 어린 릴리아 칼데루 역으로 조연으로 출연하며, 로라 보칼레티는 여러 회상 장면에서 릴리아의 스승 역을 맡았다. 세일럼 세븐은 오쿠이 오크포크워실리, 차우 나우모바, 베서니 커리, 아테나 페램플, 알리시아 벨라-베일리, 브리타 그랜트, 마리나 마제파가 연기했다.

### 촬영
《전부 애거사 짓이야》의 제작자이자 쇼러너인 잭 셰이퍼는 시리즈의 첫 두 에피소드인 "그대여, 길을 찾아라"와 "운명에 엮인 자들이여 / 숨겨진 문을 열어라"를 연출하기로 되어 있었는데, 시리즈가 이미 사전 제작 단계에 깊이 들어간 상태에서 스케줄 문제로 "죽음의 손을 잡고"의 감독직이 공석이 되었다. 자신에게 깊은 의미가 있는 대본이었기에 셰이퍼는 본래 시리즈의 적절한 기초 다지기에만 집중하려 했으나, 결국 감독직을 맡기로 결정했다. 셰이퍼는 "죽음의 손을 잡고"를 "제작하기 거의 불가능한 에피소드"라고 표현했으며, 후에 보조 프로듀서 이시 메트카가 촬영장에서 그의 "두 번째 두뇌" 역할을 했다고 언급했다. 메트카는 모든 전환이 일어나는 지점을 기록하는 책임을 맡았으며 에피소드의 회상 장면 촬영에서 중요한 역할을 했다.
루폰은 비선형적인 장면들을 선형적 순서로 촬영하는 동안 자신이 무엇을 하고 있는지 이해하기 위해 올바른 순서로 된 대본을 요청했다. 이후에 연결될 문장의 단편들을 전달하는 릴리아의 발언을 촬영할 때는, 셰이퍼가 이전 에피소드들의 촬영 중에 "죽음의 손을 잡고"에 필요한 발언 장면만을 연출하기 위해 개입해야 했고, 이를 위해 촬영팀은 준비를 잠시 중단하고 루폰 뒤에 조명을 설치하고 특정 카메라 렌즈를 조정해야 했다. 에피소드의 시작과 끝 무렵에 두 번 등장하는 릴리아의 탑에서의 추락 장면은 와이어를 매달고 슬로 모션으로 연속해서 촬영되었다. 이는 이 작품에서 드물게 사용된 블루 스크린 촬영 중 하나였다. 타로 시험 중에 천장에 매달린 검들은 실제 검이었지만 와이어로 매달려 있었다. 셰이퍼와 그의 팀은 "검 지도"를 만들어 배우들이 리허설을 위해 공간에 들어가기 전에 모든 검이 떨어질 위치를 결정해야 했다.

## 반응

### 시청률
2024년 10월 25일, 디즈니는 "죽음의 손을 잡고"가 스트리밍 서비스 시작 단 하루 만에 전 세계적으로 420만 조회 수를 기록했다고 밝혔다. 이는 미니시리즈의 첫 에피소드인 "그대여, 길을 찾아라"의 성과보다 35% 상승한 수치이다.

### 비평가 반응

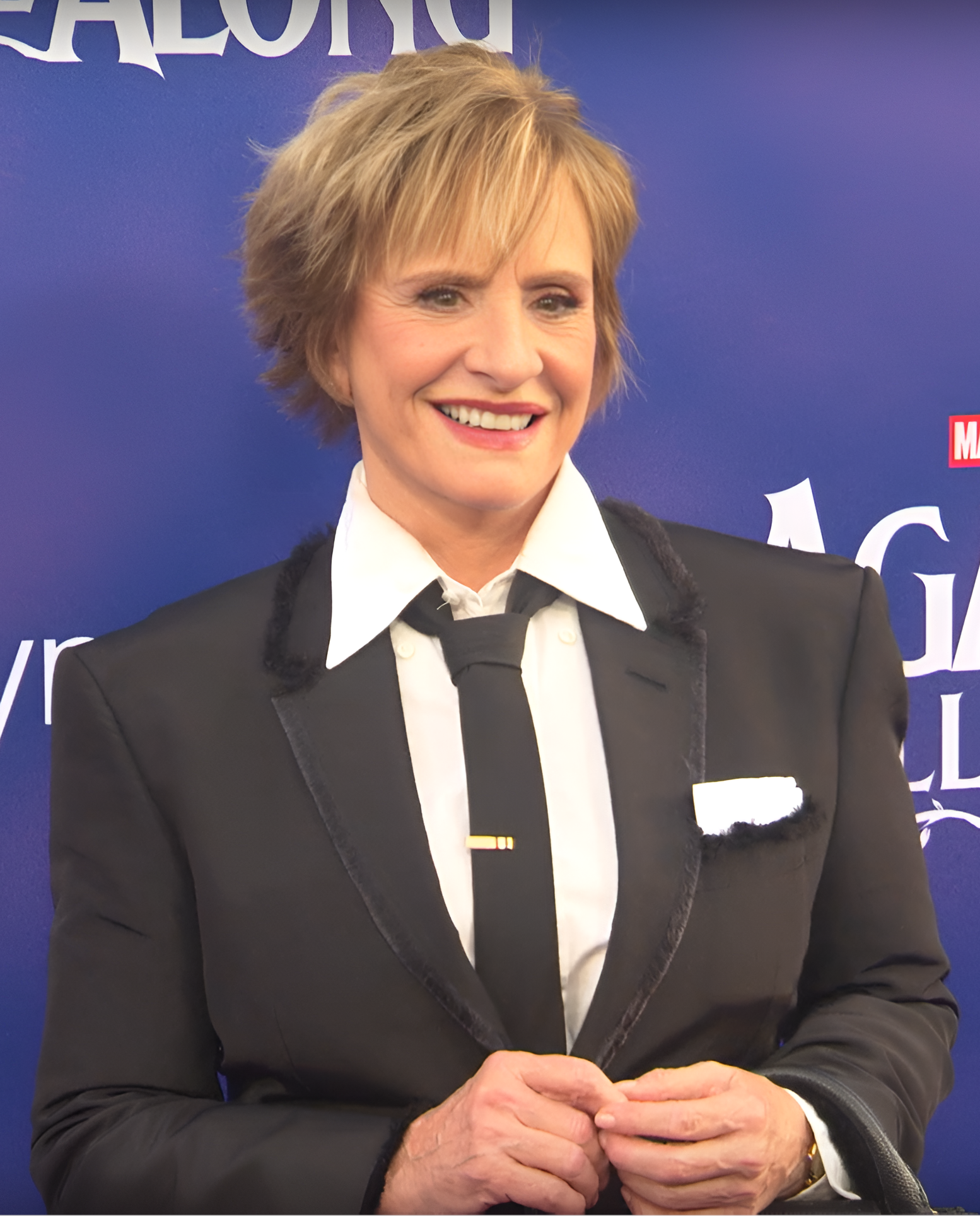
"죽음의 손을 잡고"에서 릴리아 칼데루를 연기한 패티 루폰은 평단의 찬사를 받았다.

리뷰 집계 웹사이트 로튼 토마토는 11개의 리뷰를 바탕으로 100%의 호평을 기록했다. 사이트의 비평가 합의는 "《전부 애거사 짓이야》가 패티 루폰을 감정적 핵심으로 내세운 매혹적인 에피소드에서 마법 같은 순간을 맞이했다."라고 평했다.
《MSN》의 비평가 앨리슨 존슨은 이 에피소드를 "단순히 시리즈 최고의 에피소드일 뿐만 아니라 마블 TV 작품군에서 최고의 에피소드 중 하나"라고 평가했다. "과거, 현재, 미래를 연결하여 시간의 불가피성을 다루는 "죽음의 손을 잡고"는 패티 루폰에게 무대를 선사하는 행운을 얻었다." 존슨은 에피소드에 사용된 "일부 디자인과 소품 요소"에 대해서는 비판적이었지만, "충격적으로 감정적인 에피소드를 만들어내는 각본과 시간의 흐름에서 넘치는 자신감"을 언급했다. "우리는 릴리아와 그가 마녀이기를 사랑하는 마음에 공감한다. 우리는 그가 오랫동안 혼자였다는 사실에 공감한다. 우리가 단순히 그의 이야기의 파편들을 모아내는 동안에도, 그것들은 완전하고 복잡한 그림을 형성한다." 《포브스》의 에릭 케인은 《전부 애거사 짓이야》가 "7화에서 좋은 작품에서 훌륭한 작품이 되었다"고 언급하며 이를 "시리즈 중 최고의 에피소드"라고 칭했다. 그는 "이 에피소드를 연출한 잭 셰이퍼가 시리즈의 마지막 막에 들어서면서 이전 에피소드들의 많은 미해결 요소들과 이상한 순간들을 매우 만족스러운 방식으로 연결하는 놀라운 일을 해냈다"고 평했다.
《IGN》의 에릭 골드만은 이 에피소드에 10점 만점에 8점을 주며 "패티 루폰이 빛나는 순간을 가질 수 있게 해준 릴리아를 위한 적절한 작별"이라고 평했다. 그는 "죽음의 손을 잡고"가 "4화("너에게 닿을 수 없다면 / 내 노래가 너에게 닿길")에서 앨리스의 시험 때보다 릴리아에 대해 더 깊은 수준에서 우리를 몰입시키는 훨씬 더 나은 일을 해냈다"고 느꼈다. "독립적인 앤솔로지 형식의 에피소드처럼 느끼면서도 동시에 다른 캐릭터에 대한 중요한 반전을 보여주는 데 능숙했다." 《디 A.V. 클럽》의 젠 레논은 《전부 애거사 짓이야》가 "죽음의 손을 잡고"에서 "마침내 올바른 균형을 찾았다"고 평가했다. 그는 "비선형적 구조가 현재와 과거(때로는 수세기 전, 때로는 불과 몇 순간 전) 사이를 교묘하게 오가며 릴리아에게 이 작품에서 지금까지 본 가장 훌륭한 작별을 선사했다"고 언급했다. 더 데일리 비스트의 케빈 팰런은 이 에피소드가 "뛰어났다"고 평가하며 "패티 루폰의 역작"이라고 묘사했고, 그의 연기를 "가장 인상적"이며 "MCU TV 시리즈에서 볼 수 있는 최고의 연기"라고 칭했다. 《롤링 스톤》의 앨런 세핀월은 "죽음의 손을 잡고"가 "무대와 스크린의 위대한 스타를 위한 훌륭한 쇼케이스이자 비선형적 이야기를 전하기 위해 과학소설/판타지를 활용한 뛰어난 예시"라고 평했다.
《벌처》의 캐롤린 프램크는 이 에피소드를 "그것을 통합하면서도 수세기에 걸친 두려움과 상처를 다루는 완전히 다르지만 못지않게 개인적인 이야기를 풀어내는 매우 야심찬 챕터"라고 평했다. 그는 또한 이렇게 언급했다. "마침내 루폰과 릴리아가 자신들의 영역에서 활약하는 모습을 보는 것은 에피소드의 마지막 반전을 더욱 효과적으로 만드는 스릴이다. 루폰은 여기서 릴리아를 부각시킬 기회를 양손으로 잡았고 [...] 그는 단 한 번의 노래도 부르지 않는다—이는 대체로 음악적인 이 작품에서는 예상치 못한 움직임이지만, 그의 연기가 그의 목소리만큼이나 미묘하고 대담하기 때문에 효과가 있었다." 《오토스트래들》의 발레리 앤은 "이 에피소드가 릴리아의 모든 발언이 의미하는 바를 밝히는 방식, 그리고 이전 에피소드들에서 타로 카드의 위치에 있게 될 마녀들의 장면들, 패티 루폰의 연기—완벽한 스토리텔링, 놀라운 연기, 아름다운 시각적 효과"라고 평했다. 《게임스레이더+》의 에이미 웨스트는 "죽음의 손을 잡고"가 "서사적 관점에서뿐만 아니라 시각적으로도 멋졌다"고 느꼈다. "모든 슬로모션, 고대비 조명, 화려한 세트가 모든 드라마에 더해지고 감정적 위기를 고조시킨다. 가슴 아프고 가슴 따뜻한 것이 동등한 정도로 균형 잡힌 "죽음의 손을 잡고"는 《완다비전》 스핀오프의 최고 에피소드 중 하나이다."